# Одинокий мужчина (фильм)
«Одинокий мужчина» (англ. A Single Man) — американский драматический фильм 2009 года, экранизация одноимённого романа Кристофера Ишервуда. Режиссёром фильма выступил дизайнер одежды Том Форд, причём он сам профинансировал создание фильма. Это первый фильм, который режиссёр Крис Вайц спродюсировал без своего брата, Пола Вайца.
Главную роль исполнил актёр Колин Ферт, его герой — Джордж Фальконер, британец, гей, профессор английской литературы в университете, живущий в Южной Калифорнии. Эта актёрская работа Ферта была отмечена первой для него номинацией на премию «Оскар» и кубком Вольпи Венецианского кинофестиваля за лучшую мужскую роль. В фильме сделан акцент на воспроизведение в одежде и архитектуре деталей и образов шестидесятых годов.

## Сюжет
События фильма разворачиваются в Лос-Анджелесе 30 ноября 1962 года, месяц спустя после Карибского кризиса. В фильме показана история Джорджа Фальконера, профессора средних лет, пытающегося обрести смысл жизни после автокатастрофы, случившейся за восемь месяцев до описанных в фильме событий, в которой погиб его партнёр Джим. Его похороны прошли без присутствия Джорджа, так как семья Джима в этом ему отказала.
Джордж продолжает жить по инерции, много размышляя о философии бытия. Иногда им овладевают суицидальные настроения, желание отправиться вслед за своим любовником, но в силу разных причин эти намерения не осуществляются. Ответы на волнующие его вопросы профессор пытается найти, погружаясь в воспоминания. Реальная жизнь его, похоже, больше не интересует. Так, услуги молодого хастлера, предлагающего себя Джорджу на автостоянке, остаются невостребованными.
Зато ненавязчивые ухаживания его студента Кенни, который активно ищет поводы для встреч, вызывают в душе Джорджа какой-то отклик. В итоге он приходит к выводу, что жизнь не кончена, если есть человек, ради которого стоит жить. И этим человеком становится Кенни. Но судьба сурова по отношению к герою, его ожидает трагичный финал  (сердечный приступ).

## В ролях
| Актёр            | Роль                 |
| ---------------- | -------------------- |
| Колин Ферт       | Джордж Фальконер     |
| Николас Холт     | Кенни Поттер         |
| Джулианна Мур    | Шарлотта (Чарли)     |
| Мэттью Гуд       | Джим                 |
| Джиннифер Гудвин | миссис Странк        |
| Тедди Сирс       | мистер Странк        |
| Райан Симпкинс   | Дженнифер Странк     |
| Ли Пейс          | Грант                |
| Полетт Ламори    | Алва                 |
| Кери Линн Прэтт  | секретарша-блондинка |
| Джон Кортахарена | Карлос               |
| Алина Вебер      | Луис                 |

## Производство
Фильм был снят за двадцать один день.
Дом, в котором живёт главный герой, был построен в 1949 году именитым американским архитектором Джоном Лотнером (англ. John Lautner), чьи творения и ранее неоднократно служили местами действия в голливудских фильмах.
Роль Джорджа была предложена Колину Ферту изначально, но из-за несовпадения графиков он отказался. По ряду причин съёмки «Одинокого мужчины» были сдвинуты, и тогда уже Ферт смог принять участие в проекте.
Небольшую роль в фильме сыграл протеже Тома Форда, известный испанский манекенщик Джон Кортахарена, выступив в образе молодого гомосексуала, занимающегося проституцией, с которым знакомится герой Колина Ферта. Голос мужчины, который звонит Джорджу в начале фильма, принадлежит звезде сериала «Безумцы» Джону Хэмму.
В фильме снялся художник-портретист Дон Бакарди, любовник Кристофера Ишервуда — автора романа, по которому снят фильм. Он сыграл сотрудника кафедры английской литературы, в этой сцене на Бакарди красные носки, которые принадлежали когда-то Ишервуду.
Том Форд рассказал в интервью, что роль Кенни сначала была отдана более известному актёру (по слухам, Джейми Беллу), но тот без объяснений за пять дней до начала съёмок не пришёл на примерку[уточнить]. Тогда Форд вспомнил о Николасе Холте, который произвёл на него впечатление на кастинге. На одну из ролей в кастинге участвовала также Виктория Сильвстедт.
В романе Кристофера Ишервуда известно только имя главного героя — Джордж. Из оригинального сценария фильма мы узнаём, что его полное имя Джордж Карлайл Фальконер. Карлайл — второе имя Тома Форда, Фальконер — фамилия бывшего партнёра Тома Форда, иллюстратора Йена Фальконера, а также название марки солнцезащитных очков, выпускаемых компанией Тома Форда.

## Релиз
Премьера фильма состоялась 11 сентября 2009 года в рамках конкурсной программы 66-го Венецианского кинофестиваля.

### Награды
Картина была номинирована во многих категориях различных престижных премий, а также получила несколько наград:
| Год  | Премия                       | Категория                              | Номинант                                          | Результат |
| ---- | ---------------------------- | -------------------------------------- | ------------------------------------------------- | --------- |
| 2009 | «Венецианский кинофестиваль» | Лучший фильм                           | «Одинокий мужчина»                                | Номинация |
| 2009 | «Венецианский кинофестиваль» | Кубок Вольпи за лучшую мужскую роль    | Колин Ферт                                        | Победа    |
| 2010 | «Золотой глобус»             | Лучшая мужская роль (драма)            | Колин Ферт                                        | Номинация |
| 2010 | «Золотой глобус»             | Лучшая женская роль второго плана      | Джулианна Мур                                     | Номинация |
| 2010 | «Золотой глобус»             | Лучшая музыка к фильму                 | Абель Коженёвски                                  | Номинация |
| 2010 | «BAFTA»                      | Лучший дизайн костюмов                 | Эрианн Филлипс                                    | Номинация |
| 2010 | «BAFTA»                      | Лучшее исполнение главной мужской роли | Колин Ферт                                        | Победа    |
| 2010 | «Оскар»                      | Лучшая мужская роль                    | Колин Ферт                                        | Номинация |
| 2010 | «AFI Awards»                 | Фильм года                             | Эндрю Миано, Крис Вайц, Роберт Салерно и Том Форд | Победа    |